# بالجا (بایبورد)
بالجا {{ترکی|Balca) (به ارمنی: Բեռնա) (به کردی: Berne) یک منطقهٔ مسکونی در ترکیه است که در بایبورد واقع شده‌است. بالجا ۴۱۸ نفر جمعیت دارد.